# Rigolet Airport
Rigolet Airport (franska: Aéroport de Rigolet) är en flygplats i Kanada.   Den ligger i provinsen Newfoundland och Labrador, i den östra delen av landet, 1 600 km nordost om huvudstaden Ottawa. Rigolet Airport ligger 55 meter över havet.
Terrängen runt Rigolet Airport är kuperad åt nordväst, men åt sydost är den platt. Havet är nära Rigolet Airport söderut. Trakten är glest befolkad. Närmaste större samhälle är Rigolet, 1,8 km öster om Rigolet Airport.